# StEG I 466–475
A StEG I 466–475 Engerth-rendszerű tehervonati szertartályos gőzmozdony-sorozata volt az Államvasút-társaságnak (ÁVT).
A 10 mozdony az egyik legnagyobb számú Engerth–rendszerű mozdony volt az ÁVT-nél. A mozdonyokat különböző gyártók szállították, s többé-kevésbé eltértek egymástól. Az itt bemutatott mozdonyt a StEG Mozdonygyára építette 1856-ban. A mozdonyok az ÁVT (StEG) első számozási rendszerében a 466–475 pályaszámokat, továbbá a TRENTSCHIN, GÜNS, TITEL, BECSKEREK, NAGY-BÁNYA, KLAUSENBURG, KRONSTADT, TANCSOVA, FÜNFKIRCHEN és GROSSWARDEIN neveket kapták. 1873-ban, miközben a mozdonyokat átépítették, a 728–737 pályaszámokat kaptak és a IVh osztályba sorolták őket, 1897-ben a harmadik számozási rendszerben a megmaradt öt mozdony a 3251–3255 számokat kapta.
Az ÁVT 1909-es államosításakor már nem volt egy sem közülük üzemben.

## Fordítás
- Ez a szócikk részben vagy egészben  a   StEG I 466–475 című német Wikipédia-szócikk fordításán alapul.  Az eredeti cikk szerkesztőit annak laptörténete sorolja fel. Ez a jelzés csupán a megfogalmazás eredetét és a szerzői jogokat jelzi, nem szolgál a cikkben szereplő információk forrásmegjelöléseként.